# Літак дальнього радіолокаційного стеження

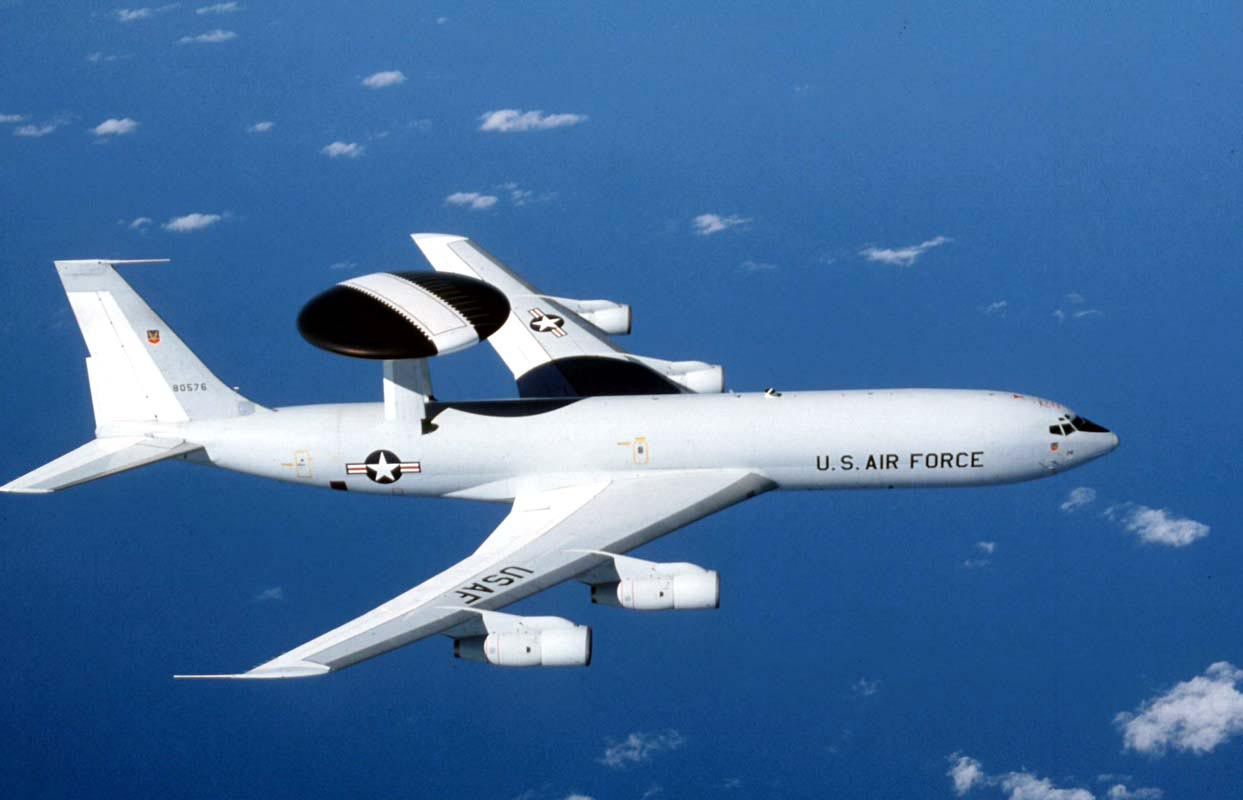
Boeing E-3 Sentry

Авіаційний комплекс радіолокаційного виявлення і наведення — електронний комплекс, встановлений на літаку або іншому літальному засобі, що здійснює виявлення об'єктів для можливості наведення на них, наприклад, ракет, а також здійснює координацію дій сил союзників і суміжні завдання. Подібні системи призначені для розвідки та управління повітряним боєм, проте можуть бути використані і для управління цивільним повітряним рухом.
В українській літературі використовується скорочення ДРЛС, або ж АВАКС («система дальнього радіолокаційного стеження»), в англомовній — AWACS (англ. Airborne early Warning and Control System — Авіаційна система раннього попередження та управління).
Структурно всі авіаційні комплекси радіовиявлення і наведення складаються з літального апарата (найчастіше літак, однак існують серійні системи, що базуються на вертольотах і навіть на дирижаблях), потужного радіолокатора, допоміжної апаратури і засобів зв'язку. Залежно від якості допоміжної апаратури, системи зв'язку, а також кількості операторів в англомовних джерелах поділяють системи AEW (airborne early warning), які здійснюють лише виявлення цілей, але не управління боєм і AWACS, здійснюють таке управління.

## Опис системи
Літальний апарат вибирається з тим розрахунком, щоб у його фюзеляжі вистачило місця для апаратури та операторів, а потужність електросистеми дозволяла забезпечувати живлення РЛС. Це обумовлює вибір як носіїв серійних транспортних літаків або бомбардувальників (хоча існують і літальні апарати, створені спеціально під це застосування).
Найбільш використовуваної зараз є компонування, вперше запропонована в радянському комплексі «Ліана» — літаку ДРЛС Ту-126, при якій антена радіолокатора розміщена в окремому дископодібних обтічнику над фюзеляжем, а комплект апаратури і персонал — у вантажному відсіку. Проте існують і інші варіанти компонування — використання поздовжніх або обертових площин ФАР; антен, рознесених по корпусу літального апарата.
Велика потужність радіолокатора дає можливість проводити далеке виявлення та супроводження цілей перебуваючи поза зоною дії більшості комплексів стаціонарної ППО і протиповітряних ракет винищувальної авіації противника. Проте сам комплекс радіолокаційного стеження добре помітний для супротивника (так як є джерелом потужного радіохвильового випромінювання, а також радіо-та ІЧ-контрасний), невеликі швидкості і неповороткість літаків-носіїв роблять їх зручною мішенню, а висока значимість і вартість таких систем означає, що авіаційні комплекси радіолокаційного спостереження є високопріоритетні цілями. Все це призводить до того, що комплекси радіолокаційного спостереження в реальних умовах не застосовуються без прикриття системами ППО або винищувальною авіацією.

## Країни, що використовують авіаційні комплекси радіолокаційного виявлення і наведення
- Росія — 18 літаків А-50
- КНР — літаки Kongyu KJ-2000 Mainring, Shaanxi Y-8J, KJ-200, KJ-500, KJ-600 та вертольоти.
- США — 31 літак E-3 Sentry на бойовому чергуванні, розташовуються на авіабазі Тінкера в Оклахома-Сіті + один виділений для тестових і тренувальних польотів + один був втрачений в результаті катастрофи 22 вересня 1995 року.
- Швеція — літаки Saab 340AEW
- Велика Британія — 7 літаків E-3 Sentry на авіабазі НАТО Гейленкірхен, Німеччина
- Франція — 4 літаки E-3 Sentry на авіабазі НАТО Гейленкірхен, Німеччина
- Саудівська Аравія — 5 літаків E-3 Sentry
- Японія — літаки E-767
- Чилі
- Бразилія
- Австралія
- Індія — 1 літак А-50 на 28 травня 2009, план із закупівлі ще 2 літаків
- Ізраїль
- Туреччина
- Південна Корея
- Україна — літак Saab 340 AEW&C.